# Saint-David
Saint-David är en kommun i provinsen Québec i Kanada. Den ligger i regionen Montérégie, i den sydöstra delen av landet, 230 km öster om huvudstaden Ottawa. Antalet invånare var 872 vid folkräkningen 2021. Landarean är 93 kvadratkilometer.